# Dorota (album)
Dorota – trzeci album studyjny polskiej piosenkarki Dody nagrany przy udziale orkiestry symfonicznej Wojciecha Zielińskiego – Zieliński project. Został wydany przez Agora S.A. 25 stycznia 2019 roku.
Płyta zajęła 4. miejsce na liście sprzedaży OLiS, a także uplasowała się na 1. miejscu listy 100 najlepiej sprzedających się płyt muzycznych w empik.com oraz na 1. miejscu bestsellerów Merlin.pl.

## Geneza i wydanie
Płyta jest zadedykowana zmarłej babci Dody, Pelagii. Zawiera reinterpretacje znanych utworów artystów (takich jak  Maryla Rodowicz, Ewa Bem, Maanam, Avril Lavigne, Harry Styles, Anna Maria Jopek, Anna Jurksztowicz i Miley Cyrus) oraz jednego własnego, wcześniej opublikowanego „2 bajki”, a także dwa premierowe nagrania. Materiał powstał w studiu nagraniowym radiowej „Trójki” przy udziale orkiestry symfonicznej Wojciecha Zielińskiego. 25 stycznia 2019 album został wydany w formacie digital download i CD oraz udostępniony w wielu serwisach streamingowych. 8 marca 2019 odbyła się premiera  płyty winylowej.

## Single
- „Nie wolno płakać” – pierwszy singel wydany 1 grudnia 2018 roku. Muzykę napisał Tomasz Lubert, a tekst Marek Dutkiewicz. Premiera utworu odbyła się podczas finału 9. edycji The Voice of Poland.
- „Nie mam dokąd wracać” – drugi singiel promujący album. Autorem tekstu jest Arek Kłusowski, który również skomponował muzykę z Arkadiuszem Koperą. Premiera piosenki odbyła się 8 lutego 2019 roku na antenie Radia Eska.

## Doda z Orkiestrą
Po wydaniu płyty piosenkarka wyruszyła w trasę koncertową Doda z Orkiestrą promującą album. W ramach trasy zagrała koncerty w największych halach widowiskowych oraz filharmoniach w Polsce.

### Lista koncertów
| Data                 | Miasto        | Państwo | Miejsce                                                      |
| -------------------- | ------------- | ------- | ------------------------------------------------------------ |
| 11 lutego 2019       | Warszawa      | Polska  | Studio Koncertowe Polskiego Radia im. Witolda Lutosławskiego |
| 9 marca 2019         | Lublin        | Polska  | Filharmonia im. Henryka Wieniawskiego w Lublinie             |
| 5 maja 2019          | Warszawa      | Polska  | Teatr Muzyczny „Roma”                                        |
| 26 maja 2019         | Katowice      | Polska  | Spodek                                                       |
| 28 maja 2019         | Warszawa      | Polska  | Gala redakcji Wprost – ShEO Awards                           |
| 1 czerwca 2019       | Kraków        | Polska  | Tauron Arena Kraków                                          |
| 14 czerwca 2019      | Gdańsk, Sopot | Polska  | Ergo Arena                                                   |
| 24 października 2019 | Szczecin      | Polska  | Filharmonia im. Mieczysława Karłowicza w Szczecinie          |
| 7 lutego 2020        | Koszalin      | Polska  | Filharmonia Koszalińska                                      |
| 8 lutego 2020        | Koszalin      | Polska  | Filharmonia Koszalińska                                      |
| 22 lutego 2020       | Rzeszów       | Polska  | Filharmonia Podkarpacka                                      |
| 23 lutego 2020       | Kielce        | Polska  | Filharmonia Świętokrzyska im. Oskara Kolberga                |
| 8 marca 2020         | Łódź          | Polska  | Teatr DOM                                                    |
| –[A]                 | Oleśnica      | Polska  | Sala widowiskowa MOKiS                                       |
| –[A]                 | Poznań        | Polska  | Poznań Congress Center, Sala Ziemi                           |
| –[A]                 | Szczecin      | Polska  | Filharmonia im. Mieczysława Karłowicza w Szczecinie          |

Adnotacje
- A^ Koncert odwołany z powodu pandemii COVID-19.

## Lista utworów
Wszystkie utwory oprócz 11. są zaaranżowane przez kompozytora Wojciecha Zielińskiego wraz z orkiestrą symfoniczną Zieliński project.
| Nr  | Tytuł utworu            | Słowa                                     | Muzyka                                    | Wykonawca oryginalny  | Długość |
| --- | ----------------------- | ----------------------------------------- | ----------------------------------------- | --------------------- | ------- |
| 1.  | „Niech żyje bal”        | Agnieszka Osiecka                         | Seweryn Krajewski                         | Maryla Rodowicz       | 4:16    |
| 2.  | „Nie wolno płakać”      | Marek Dutkiewicz                          | Tomasz Lubert                             | premierowy utwór Dody | 3:48    |
| 3.  | „I’m with You”          | Avril Lavigne                             | Avril Lavigne, The Matrix                 | Avril Lavigne         | 3:36    |
| 4.  | „Gdzie to siódme morze” | Andrzej Kleyny                            | Katarzyna Gaertner                        | Maryla Rodowicz       | 4:26    |
| 5.  | „Gram o wszystko”       | Wojciech Młynarski                        | Jerzy Wasowski                            | Ewa Bem               | 5:37    |
| 6.  | „Krakowski spleen”      | Olga Jackowska                            | Marek Jackowski                           | Maanam                | 4:46    |
| 7.  | „Sign of the Times”     | Jeff Bhasker, Harry Styles, Mitch Rowland | Jeff Bhasker, Alex Saliban, Tyler Johnson | Harry Styles          | 3:39    |
| 8.  | „Stan pogody”           | Jacek Cygan                               | Krzesimir Dębski                          | Anna Jurksztowicz     | 3:10    |
| 9.  | „2 bajki”               | Doda                                      | Tomasz Lubert                             | Doda i Virgin         | 3:55    |
| 10. | „Wrecking Ball”         | Lukasz Gottwald, Maureen                  | Lukasz Gottwald, Maureen                  | Miley Cyrus           | 3:54    |
| 11. | „Nie mam dokąd wracać”  | Arek Kłusowski                            | Arek Kłusowski, Arkadiusz Kopera          | premierowy utwór Dody | 3:42    |
| 12. | „Na strunach szyn”      | Agata i Maryna Miklaszewskie              | Janusz Stokłosa                           | Teatr Studio Buffo    | 5:23    |
| 13. | „Ale jestem”            | Magda Czapińska                           | Tomasz Lewandowski                        | Anna Maria Jopek      | 2:58    |
|     |                         |                                           |                                           |                       | 53:10   |

## Notowania
| Kraj   | Notowanie         | Najwyższa pozycja na liście | Źródło |
| ------ | ----------------- | --------------------------- | ------ |
| Polska | ZPAV - OLiS       | 4                           | [ 3 ]  |
| Polska | ZPAV - OLiS winyl | 3                           | [ 8 ]  |